# Бабчор
Бабчор, още Бапчор или Бабчур (на гръцки: Βαψώρι, Вапсори или катаревуса Βαψώριον, Вапсорион, след 1955 година Ποιμενικό или Ποιμενικόν, Пименико или Пименикон), е бивше село в Егейска Македония, Гърция, на територията на дем Костур.

## География
Бабчор се намира на 1250 m надморска височина, в планински район, на североизток от град Костур в областта Кореща в полите на планината Вич (Нередската планина). Над селото се простират букови гори, а под него – дъбови. Около самото село се намират бившите пасища и останките от селските кошари (бачила). Общо землището на Бабчор е с размер 33 km2 и граничи със селата Неред, Лаген, Елхово, Прекопана, Българска Блаца, Вишени, Жервени, Кономлади и Турие.

## История

### В Османската империя
Според местни предания Бабчор е образувано от жители на селищата Ровица, Селища и Козяк – вероятно през Средновековието. По време на османското владичество селото е средище на хайдути. В XVI век селото е дервенджийско. Както твърди изследователят на миналото и фолклора на този край Христофор Тзавелла, съпротивителният живот е особено активен през XV-XVI век. В XV век в Бабишор са отбелязани поименно 87 глави на домакинства.
В началото на XIX век френският консул при Али паша Янински Франсоа Пуквил отбелязва Бобсури (Bobsouri) като „българско село“.
Александър Синве ("Les Grecs de l’Empire Ottoman. Etude Statistique et Ethnographique"), който се основава на гръцки данни, в 1878 година пише, че в Бамбур (Bambour) живеят 720 гърци. В „Етнография на вилаетите Адрианопол, Монастир и Салоника“, издадена в Константинопол в 1878 година, Бабчор (Babtchor) е посочено като село със 100 домакинства с 310 жители българи. През есента на 1876 година бабчорци с оръжие отблъскват нападнала ги албанска разбойническа чета.
Около 1881 година учителят Наум Христов от село Неволяни, Леринско започва да преподава в местното училище на български език. В 1892 година действат българско училище, църква и църковно-училищна управа.
Според статистиката на Васил Кънчов („Македония. Етнография и статистика“) в 1900 година Бабчор има 1080 жители българи.
На Етнографската карта на Битолския вилает на Картографския институт в София от 1901 година Бапчор е чисто българско село в Костурската каза на Корчанския санджак със 170 къщи.
Планинската местност Клета в землището на Бабчор е традиционно място на летни пасища на каракачани, наричани в местния диалект саракачани. До Втората световна война пасищата в Клета са използвани от каракачани от Берско, Халкидическия полуостров (Сикия) и от околностите на Лариса. Местните жители също се занимават предимно със скотовъдство, но някои ходят и на печалба.
Според сведение на ръководителите на Илинденско-Преображенското въстание в Костурско Васил Чекаларов, Лазар Поптрайков, Пандо Кляшев, Манол Розов и Михаил Розов, изпратено до всички чуждестранни консулства в Битоля на 30 август 1903 година в Бабчор на 22 август са убити Илия Т. Постолов (на 30 години), Коста Я. Пеов (25), Тодор Ставрески (50), Кирияко Н. Жайков (60), Георгий Я. Стойчев (50), Гиле Т. Гилев (20), Танас П. Стойчев (50), Георгий И. Огненев (60), Танас М. Гечов (60), Иван Т. Марковски (60), Дине И. Марковски (30), Яне М. Димов (60), Леко М. Димов (50), Васил Ф. Миленцев (18), Фило М. Кочов (79), Иван М. Кулавсов (60), Колевица Белчева (40), Зисовица Ставреска (70) и Елена Стасева (2). Опожарени са и 13 селски къщи.
През 1903 година селото отхвърля върховенството на Вселенската патриаршия и признава Българската Екзархия. По данни на секретаря на екзархията Димитър Мишев („La Macédoine et sa Population Chrétienne“) в 1905 година в селото има 1360 българи екзархисти и функционира българско училище. Според Георги Константинов Бистрицки Бабчор преди Балканската война в 1912 година има 160 български къщи.
При избухването на Балканската война трима души от Бабчор са доброволци в Македоно-одринското опълчение.
В 1915 година костурчанинът учител Георги Райков пише:
| „ | 1 1/2 ч. на югоизток от с. Турие, на един каменист хълм, е разположено българското с. Бапчор, състоящо се от 263 къщи. Селяните са чисти българи, които си говорят на матерния си български язик. Имат си своя българска църква, български свещеници, училище и учители. За духовен началник признаваха Българския Екзарх Йосиф I. | “ |

На етническата карта на Костурското братство в София от 1940 година, към 1912 година Бабчоръ е обозначено като българско селище.

### В Гърция
В 1912 година селото е окупирано от гръцки части и остава в Гърция след Междусъюзническата война на следната година. При преброяването от 1913 година 88 жители са регистрирани и в летните Колиби Вичо (Каливия Вици), намиращи се над Бабчор, на средата на пътя за Лаген.
Боривое Милоевич пише в 1921 година („Южна Македония“), че Бабчор има 300 къщи славяни християни. В селото не са заселвани гърци бежанци.
През Втората световна война селото пострадва от окупационните власти. В 1944 година Георгиос Янулис, командир на отряд на ЕЛАС, заповядва 31 души от селото да бъдат разстреляни или заклани. Това са Георги Жабьов, Христо Юруков, Наум Шопов, Стерьо Аргиров, Коста Чакъров, Ване Аргиров, Кузман Мегов, Коле Мегов, Кольо Папучов, Аргир Апулчев, Вангел Дельов, Коста Мельов, Вангел Кръстев, Васил Марков, Стасе Марков, Вангел Папрашчаров, Паскал Папрашчаров, Вангел Ленов, Пандо Доров, Мите Цапелов, Насо Цапелов, Михали Михайлов, Толе Колиманов, Васил Кръстев, Васил Дельов, Лазо Карацулев, Коста Качаунов, Сотир Качаунов и Ставро Докулев.
Селото пострадва по време на Гражданската война в Гърция. През 1949 година то е опожарено и изоставено. Част от жителите му се преселват в тогавашна Югославия или в Лерин, Вишени и други места. До 1941 година бабчорци емигрират главно в България и САЩ.
След края на Гражданската война селото не евъзстановено. Землището от 35 km е дадено на скотовъдци колонисти от Епир, преселени от властите.
С указ от 17 юли 1951 година, обнародван в „Държавен вестник“ брой 203 от 26 юли 1951 година землището на селото е придадено към община Вишени.
С кралски указ от 20 септември 1955 година, обнародван в „Държавен вестник“ брой 287 от 10 октомври 1955 година селото е преименувано на Пименикон, в превод Овчарско.
От Бабчор е останала само църквата „Свети Георги“, строена в 1774 – 1775 година. Вратите на църквата са зазидани, за да не може да служи за убежище на идващи от Албания нелегални имигранти. В 2018 година до църквата е прокаран път с помощта на армията, храмът е отворен и ремонтиран, като са възстановени иконостасът и колоните. На 29 септември 2018 година храмът е преосветен от митрополит Серафим Костурски.
| Година    | 1913 | 1920 | 1928 | 1940 | 1951 | 1961 | 1971 | 1981 | 1991 | 2001 | 2011 | 2021 |
| --------- | ---- | ---- | ---- | ---- | ---- | ---- | ---- | ---- | ---- | ---- | ---- | ---- |
| Население | 1216 | 959  | 844  | 854  |      |      |      |      |      |      |      |      |

### Родове
Основните родове и семейства в Бабчор са били: Богданови, Доневи, Кочови, Ставревци, Клифунови, Гилеви, Попвасилеви, Мановци, Янкови, Маргини, Кандови, Шарини, Зисови, Кулевеови, Коеви, Пейови, Трендови, Димови, Донови, Стерьови, Дилянови, Шарини, Пейкови и Търпкови.

### Емиграция в САЩ
Емиграцията на жителите на селото в САЩ е масова след 1903 година. Активно е преселването и в периода между двете световни войни.
Една от най-старите колонии на македонски българи в САЩ – тази във Форт Уейн, Индиана е основана от преселници от Костурско, сред които бабчорци са сред първите. През 1912 година преселениците от Бабчор основават във Форт Уейн свое благотворително дружество, наречено „Вич“ и приемано за едно от най-мощните по това време български дружества в САЩ. Дружеството развива не само взаимоспомагателна дейност, но подпомага със значителни средства своите съселяни в Бабчор – финансира залесявяне, уреждане на овощни градини, прокарване на водопровод и други. През 1932 година бабчорци създават клон на дружеството и в град Рочестър, щат Ню Йорк. Междувременно, през 1921 година преселниците от Бабчор участват в основаването на братството „Костур“ във Форт Уейн, което е домакин при учредяването на Македонската патриотична организация през октомври 1922 година.

## Личности
В Бабчор са родени редица видни български дейци, сред които най-известни са българският революционер и борец за църковна независимост Атанас Марковски (1860 - след 1934) и баща му общественикът Янаки Марковски (? – 1912), българският ботаник, член основател на БЪлгарското ботаническо дружество Атанас Попниколов (1883 – ?), българските революционери Зисо Попов (1882 – 1944), Никола Марковски (1883 – 1966) и други. В Бабчор са родени и северномакедонският художник Коле Манев (р. 1941), както и гръцкият и български интелектуалец Атанас Пейков (1903 – 1971).